# Columbus Crew
Der Columbus Crew Soccer Club, im deutschsprachigen Raum bekannt als Columbus Crew, ist ein Franchise der Profifußball-Liga Major League Soccer (MLS) aus Columbus, Ohio. Das Franchise wurde 1994 gegründet und nahm in der Premierensaison 1996 den Spielbetrieb auf. Die Mannschaft gehört zu den zehn Gründungsmitgliedern der MLS.
Die Heimspiele werden seit dem Juni 2021 im neugebauten Lower.com Field ausgetragen. Zuvor trug die Mannschaft von 1999 bis 2021 im Historic Crew Stadium, dem ersten reinen Fußballstadion, welches von einem MLS-Klub erbaut wurde, ihre Partien aus.
Die Mannschaft konnte bislang dreimal den MLS Cup, das Finale der Play-offs, gewinnen. Beste Mannschaft der Regular Season wurde die Crew 2004, 2008 und 2009. 2002 konnte der Lamar Hunt U.S. Open Cup gewonnen werden.

## Geschichte
MLS gab am 15. Juni 1994 bekannt, dass Columbus eine der ersten zehn Städte sein würde, die die neue Fußballliga ausrichten würde. Der Club wurde ursprünglich „Columbus Eclipse“ genannt, da es zu einer Sonnenfinsternis kam, als der Club am 10. Mai 1994 seine 10.000ste Einzahlung für Tickets, das Liga-Minimum, erhielt.
Das Franchise gehört zu den zehn Gründungsmitgliedern der MLS im Jahre 1996. 1998 erreichte die Crew das Finale des Lamar Hunt U.S. Open Cup. Ursprünglich sollte das Finale, in dem die Crew auf Chicago Fire traf, in Virginia Beach ausgetragen werden. Wegen eines Hurricanes wurde das Spiel verschoben und ins Soldier Field, dem damaligen Stadion der Chicago Fire, verlegt. Chicago gewann mit 2:1.
Zwischen 1997 und 1999 erreichte die Crew dreimal hintereinander das Halbfinale der Play-offs, verpasste aber jedes Mal den Sprung in den MLS Cup. Nach einer kurzen Schwächephase erreichte der Verein 2002 wieder das Halbfinale der Meisterschaft, wo man sich New England Revolution knapp geschlagen geben musste. In der gleichen Saison gewann die Crew den Lamar Hunt U.S. Open Cup durch einen 1:0-Finalsieg gegen die Los Angeles Galaxy. 2004 gewann die Crew das MLS Supporters’ Shield als punktbeste Mannschaft der Regular Season. In den Playoffs unterlag man schon im Viertelfinale gegen New England.
In den letzten Spielzeiten 2005 sowie 2006 belegte die Mannschaft jeweils den letzten und 2007 den vorletzten Platz der Eastern Conference. Durch die sportliche Talfahrt sanken auch die Zuschauerzahlen.
Im Jahr 2006 verstarb der Teambesitzer Lamar Hunt. Sein Sohn, Clark Hunt, führt seitdem die Geschäfte des Vereins.
Columbus Crew gewann am 23. November 2008 durch einen 3:1-Sieg gegen New York Red Bulls den MLS Cup 2008. In der Regular Season konnte die Mannschaft bereits den ersten Platz in der Eastern Conference erreichen und als Punktbester beider Conferences den MLS Supporter’s Shield gewinnen. Die Torschützen im Finale in Carson (Kalifornien) waren Alejandro Moreno, Chad Marshall sowie Frankie Hejduk.
Zur Saison 2009 wechselte Sigi Schmid, seit 2005 Trainer von Columbus, zum neugegründeten Franchise Seattle Sounders. Neuer Trainer wurde der ehemalige polnische Nationalspieler Robert Warzycha. Warzycha war von 1996 bis 2002 selber als Spieler für die Crew aktiv. Mit der Mannschaft konnte er 2009 gleich seinen ersten Titel als Trainer gewinnen. Columbus belegte den ersten Platz in der Eastern Conference und wurde als beste Mannschaft der Regular Season mit dem MLS Supporter’s Shield ausgezeichnet. In den anschließenden Play-offs unterlagen sie gegen Real Salt Lake im Conference Halbfinale.
Auch in der Saison 2010 gehörte die Crew zu den erfolgreichsten Mannschaften in der MLS. Das Team um Trainer Robert Warzycha erreichte in der Eastern Conference den zweiten Platz und konnte sich somit für die Play-offs und US Open Cup 2011 qualifizieren. In den Play-offs schied die Mannschaft allerdings im Viertelfinale gegen die Colorado Rapids im finalen Elfmeterschießen aus. Im U.S. Open Cup schaffte es Columbus bis ins Finale, in dem sie gegen die Seattle Sounders unterlagen. Am Ende der Saison verließ der bisherige Leistungsträger der Mannschaft, Guillermo Barros Schelotto, die Crew in Richtung Gimnasia y Esgrima de La Plata.

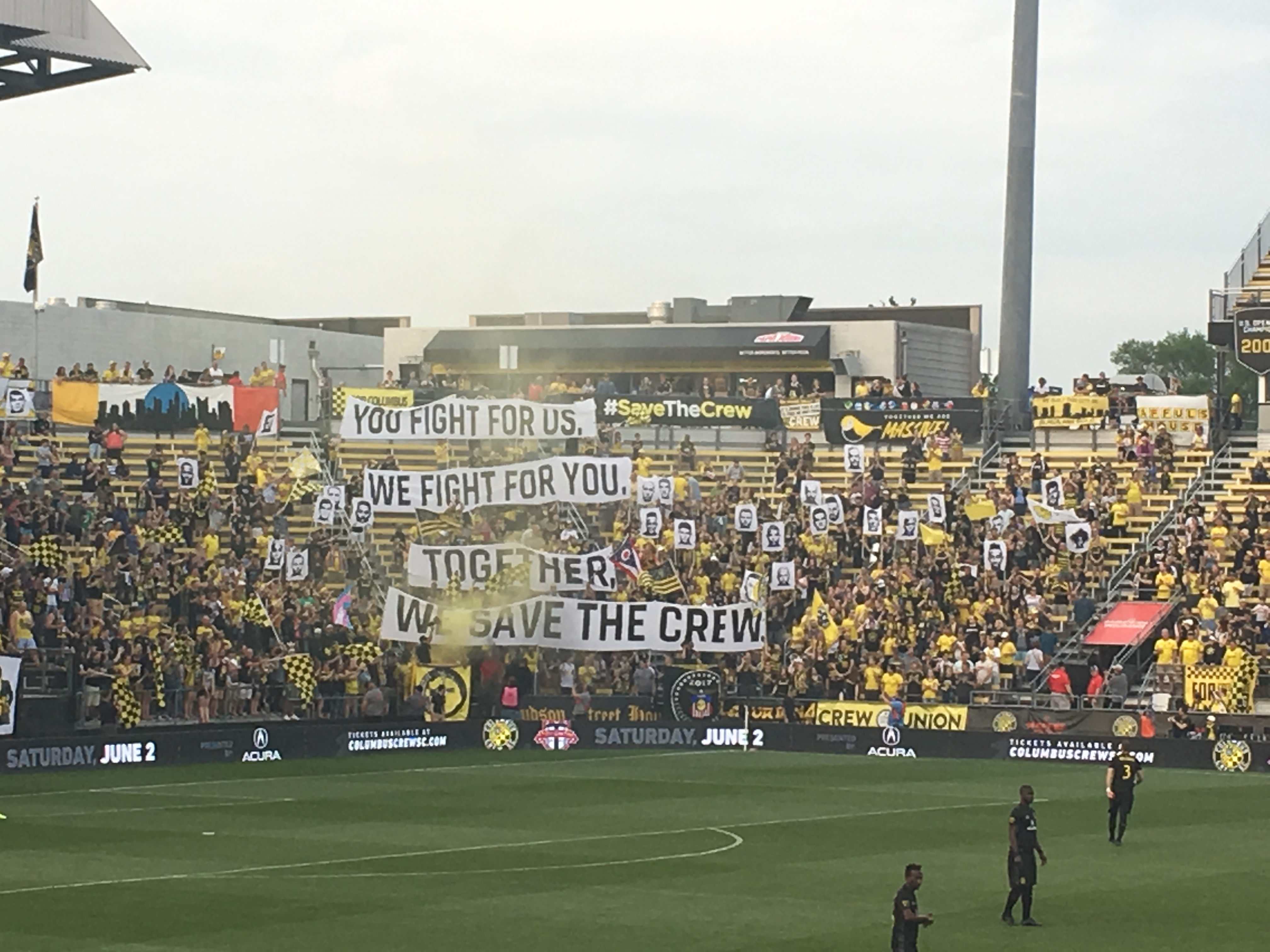
Fans der Columbus Crew protestieren im Mai 2018 gegen den geplanten Umzug nach Austin, Texas

Nach einer enttäuschenden Saison 2013 übernahm Gregg Berhalter den Posten des Trainers und Sportdirektors. Dieser führte die Mannschaft 2014 auf den 3. Platz in der Eastern Conference und erreichte in den Play-offs das Conference Halbfinale. Im US Open Cup schied man im Achtelfinale aus.
Im Oktober 2014 wurde der Name der Mannschaft in Columbus Crew Soccer Club geändert. Auch das Logo wurde neugestaltet.
Im Oktober 2017 wurden Pläne des Eigentümers bekannt, das Franchise zur Saison 2019 nach Austin, Texas zu verlegen, woraufhin sich unter dem Motto #SaveTheCrew ein Widerstand bildete. Im Oktober 2018 wurden Verhandlungen zwischen Precourt Sports Ventures und einer Investorengruppe um Jimmy Haslam, Eigentümer der Cleveland Browns, seine Ehefrau Dee Haslam und Pete Edwards, früherer Teamarzt, über einen Kauf der Crew bekannt. Die MLS garantierte Precourt Sports Ventures daraufhin ein Expansion Team spätestens ab der Saison 2021 in Austin, wenn die Verhandlungen erfolgreich seien. Zum 1. Januar 2019 gingen die Rechte an der Columbus Crew schließlich auf die Investorengruppe über. Am 15. Januar 2019 gab die Major League Soccer den FC Austin als 27. Franchise ab der Saison 2021 bekannt.

## Stadion
- Ohio Stadium; Columbus, Ohio (1996–1999)
- Historic Crew Stadium (bis 2015: Columbus Crew Stadium, bis 2021: Mapfre Stadium); Columbus, Ohio (1999–2021)
- Lower.com Field; Columbus, Ohio (seit 2021)
- Jesse Owens Memorial Stadium; Columbus, Ohio (2005), ein Spiel im US Open Cup
- FirstEnergy Stadium–Cub Cadet Field; Akron, Ohio (2014), ein Spiel im US Open Cup

Von 1996 bis 1999 wurden alle Heimspiele im Ohio Stadium ausgetragen, welches sich auf dem Campus der Ohio State University befindet. Normalerweise werden hier die Spiele der College-Footballmannschaft Ohio State Buckeyes ausgespielt.
Am 5. Mai 1999 wurde das damalige Columbus Crew Stadium eröffnet. Dieses Stadion wurde als reines Fußballstadion konzipiert und war damit das erste seiner Art in den Vereinigten Staaten. Von März 2015 bis 2020 trug es den Sponsorennamen Mapfre Stadium. Seit Ende des Vertrages heißt es Historic Crew Stadium.
Die neuen Besitzer ließen im Arena District in der Innenstadt ein neues Stadion bauen. Zwei Wochen vor der Eröffnung wurde Mitte Juni 2021 bekannt, dass der Neubau mit rund 20.000 Plätzen den Sponsorennamen Lower.com Field tragen wird. Dort befinden sich bereits die Nationwide Arena und der Huntington Park, die Spielstätten der Columbus Clippers und Columbus Blue Jackets.

## Organisation

### Eigentümer
1996 übernahm der US-amerikanische Sportfunktionär Lamar Hunt das Franchise. 2006 verstarb Hunt und somit übernahm sein Sohn, Clark Hunt, die Eigentümerrechte. Am 30. Juli 2013 übernahm die Precourt Sports Ventures LLC die Rechte an dem Franchise. Geleitet wird das Unternehmen von Anthony Precourt, einem Investmentmanager aus Ohio. Zum 1. Januar 2019 übernahmen Jimmy Haslam, Eigentümer der Cleveland Browns, seine Ehefrau Dee Haslam und Pete Edwards das Franchise, um einen Umzug nach Austin, Texas zu verhindern.

### Management
Neben der Eigentümergruppe um Besitzer Anthony Precourt, leitet der ehemalige kanadische Fußballspieler Pat Onstad seit 2018 interimsweise die sportliche Abteilung des Franchises. Präsident ist Tim Bezbatchenko, er leitet als Gesamtverantwortlicher die sportlichen und die finanziellen Belange des Franchises.

## Fans und Rivalen

### Fangruppierungen
Der Klub verfügt mit Crew Supporters Union, Hudson Street Hooligans und La Turbina Amarila über drei größere Fangruppierungen. Seit 2008 sammeln diese sich in der östlichen Nordkurve, welche als Reminiszenz an die deutschen Wurzeln Columbus’ Nordecke genannt wird.

### Rivalitäten
Echte Rivalitäten mit anderen MLS-Teams haben sich bisher nicht entwickelt. Seit 2008 wird aber zwischen der Columbus Crew und dem Toronto FC der Trillium Cup ausgespielt. Der Name leitet sich von der Waldlilie ab, einer Blume, die die offizielle Blume der kanadischen Provinz Ontario ist und die offizielle Wildblume des US-amerikanischen Bundesstaates Ohio darstellt.
Vereinbart wurden diese jährlichen Spiele von den beiden Bürgermeistern der Städte. Der Verlierer-Bürgermeister muss das Trikot der Siegermannschaft tragen. Die Columbus Crew gewann bislang alle Spiele.

## Jugend und Entwicklung

### Columbus Crew 2
Zur Saison 2022 wurde ein Farmteam, die Columbus Crew, für die neue MLS Next Pro gegründet.

### Crew Soccer Academy
Die Crew Soccer Academy ist das Jugendentwicklungsprogramm der Columbus Crew. Es wird in die Altersklassen U-14, U16 und U-18 unterteilt. Diese Jugendmannschaften spielen in den Ligen der U.S. Soccer Development Academy. Unterstützt wird dies von Programmen wie die Crew Pre-Academy (Jungen) und die Crew Juniors (Mädchen), wo Mädchen und Jungen Mannschaften von der U-12 bis zur U-18 angesiedelt sind. Daneben gibt es weitere Jugendfußballklubs aus der Region, die diesem Programm angeschlossen sind.

### USL-Partnerschaft
Nach der Auflösung der MLS-Reserve-Division gibt es die Möglichkeit, Partnerschaften mit Mannschaften der USL Pro einzugehen. In der Saison 2014 bestand eine Partnerschaft mit den Dayton Dutch Lions. Insgesamt wurden fünf Spieler an das damalige USL-Pro-Franchise verliehen. Später existierte eine Partnerschaft mit dem Austin Aztex FC.

## Spieler und Mitarbeiter

### Aktueller Kader
Stand: 7. Dezember 2022 (DP: Designated player; HGP: Homegrown player; IP: International Player; U22: U22 Initiative; GA: Generation adidas)
| Nr.        | Nat.          | Name                | Geburtstag         | im Verein seit | MLS Spielerstatus |
| Tor        | Tor           | Tor                 | Tor                | Tor            | Tor               |
| ---------- | ------------- | ------------------- | ------------------ | -------------- | ----------------- |
| 01         | Curaçao       | Eloy Room           | 6. Feb. 1989       | 2019           | IP                |
| 24         | US-Amerikaner | Evan Bush           | 6. März 1986       | 2020           |                   |
| 28         | US-Amerikaner | Patrick Schulte     | 13. März 2001      | 2022           | GA                |
| -          | US-Amerikaner | Brady Scott         | 30. Juni 1999      | 2021           |                   |
| Abwehr     |               |                     |                    |                |                   |
| 3          | US-Amerikaner | Josh Williams       | 4. April 1988      | 2016           |                   |
| 4          | Ghanae        | Jonathan Mensah     | 13. Juli 1990      | 2017           |                   |
| 23         | US-Amerikaner | Jalil Anibaba       | 19. Oktober 1988   | 2022           |                   |
| 30         | US-Amerikaner | Will Sands          | 6. Juli 2000       | 2022           | HGP               |
| 31         | Franzose      | Steven Moreira      | 13. August 1994    | 2021           |                   |
| 33         | US-Amerikaner | Jake Morris         | 3. März 1999       | 2022           |                   |
| 41         | Kanadier      | Mohamed Farsi       | 16. Dezember 1999  | 2022           | IP                |
| Mittelfeld |               |                     |                    |                |                   |
| 6          | US-Amerikaner | Darlington Nagbe    | 19. Juli 1990      | 2019           | DP                |
| 10         | Armenier      | Lucas Zelarayán     | 20. Juni 1992      | 2020           | IP, DP            |
| 12         | Costa Ricaner | Luis Díaz           | 6. Dezember 1998   | 2019           | IP                |
| 16         | US-Amerikaner | Isaiah Parente      | 16. März 2000      | 2021           | HGP               |
| 21         | US-Amerikaner | Aidan Morris        | 16. November 2001  | 2020           | HGP               |
| 25         | US-Amerikaner | Sean Zawadzki       | 21. April 2000     | 2022           | HGP               |
| 26         | Nigerianer    | James Igbekeme      | 4. Juli 1995       | 2022           |                   |
| Sturm      |               |                     |                    |                |                   |
| 9          | Kolumbianer   | Cucho Hernández     | 20. April 1999     | 2022           | DP, IP            |
| 13         | Trinidader    | Kevin Molino        | 17. Juni 1990      | 2021           |                   |
| 14         | Ghanaer       | Yaw Yeboah          | 28. März 1997      | 2022           | IP, U22           |
| 17         | US-Amerikaner | Marlon Hairston     | 23. März 1994      | 2021           |                   |
| 19         | US-Amerikaner | Erik Hurtado        | 15. November 1990  | 2021           |                   |
| 22         | Haitianer     | Derrick Etienne Jr. | 25. November 1996  | 2020           |                   |
| 39         | Kanadier      | Jacen Russell-Rowe  | 13. September 2002 | 2022           | HGP               |
| 11         | Nigerianer    | Ibrahim Aliyu       | 16. Januar 2002    | 2025           |                   |

### Bisherige Spieler
→ siehe Hauptartikel: Liste der Spieler der Columbus Crew

### Trainer
- Timo Liekoski (1996)
- Tom Fitzgerald (1996–2001)
- Greg Andrulis (2001–2005)
- Robert Warzycha (2005) Interim.
- Sigi Schmid (2006–2008)
- Robert Warzycha (2009–2013)
- Brian Bliss (2013) Interim.
- Gregg Berhalter (2013–2018)
- Caleb Porter (2019–2022)
- Wilfried Nancy (seit 2022)

## Erfolge
- MLS Cup
  - Sieger (3): 2008, 2020, 2023
  - Finale (1): 2015

- MLS Supporters’ Shield
  - Sieger (3): 2004, 2008, 2009

- MLS Eastern Conference
  - Sieger (Regular Season) (3): 2004, 2008, 2009
  - Sieger (Playoff) (1): 2008

- Lamar Hunt U.S. Open Cup
  - Sieger (1): 2002
  - Finale (2): 1998, 2010

- Campeones Cup
  - Sieger (1): 2021
  - Finale (1): 2024

- CONCACAF Champions Cup
  - Finale (1): 2024

- Leagues Cup
  - Sieger (1): 2024

- weitere Erfolge
  - Trillium Cup (3): 2008, 2009, 2010
  - Carolina Challenge Cup (1): 2004
  - Lamar Hunt Pioneer Cup (1): 2007

## Statistiken

### Saisonbilanz
| Saison | Regular Season     | Play-offs             | Lamar Hunt U.S. Open Cup | CONCACAF Champions League  |
| ------ | ------------------ | --------------------- | ------------------------ | -------------------------- |
| 1996   | 4. Platz (Ost)     | Viertelfinale         | nicht qualifiziert       | nicht qualifiziert         |
| 1997   | 3. Platz (Ost)     | Halbfinale            | nicht qualifiziert       | nicht qualifiziert         |
| 1998   | 2. Platz (Ost)     | Halbfinale            | Finale                   | nicht qualifiziert         |
| 1999   | 2. Platz (Ost)     | Halbfinale            | Halbfinale               | nicht qualifiziert         |
| 2000   | 4. Platz (Central) | nicht qualifiziert    | Viertelfinale            | nicht qualifiziert         |
| 2001   | 2. Platz (Central) | Viertelfinale         | Viertelfinale            | nicht ausgetragen          |
| 2002   | 2. Platz (Ost)     | Halbfinale            | Sieger                   | nicht qualifiziert         |
| 2003   | 5. Platz (Ost)     | nicht qualifiziert    | Achtelfinale             | Viertelfinale              |
| 2004   | 1. Platz (Ost)     | Viertelfinale         | Achtelfinale             | nicht qualifiziert         |
| 2005   | 6. Platz (Ost)     | nicht qualifiziert    | Achtelfinale             | nicht qualifiziert         |
| 2006   | 6. Platz (Ost)     | nicht qualifiziert    | Achtelfinale             | nicht qualifiziert         |
| 2007   | 6. Platz (Ost)     | nicht qualifiziert    | nicht qualifiziert       | nicht qualifiziert         |
| 2008   | 1. Platz (Ost)     | Meister               | nicht qualifiziert       | nicht qualifiziert         |
| 2009   | 1. Platz (Ost)     | Viertelfinale         | Achtelfinale             | nicht qualifiziert         |
| 2010   | 2. Platz (Ost)     | Viertelfinale         | Finale                   | Viertelfinale (09–10)      |
| 2011   | 4. Platz (Ost)     | Wild Card Series      | Achtelfinale             | Viertelfinale (10–11)      |
| 2012   | 6. Platz (Ost)     | nicht qualifiziert    | 3. Runde                 | nicht qualifiziert (11–12) |
| 2013   | 8. Platz (Ost)     | nicht qualifiziert    | Achtelfinale             | nicht qualifiziert (12–13) |
| 2014   | 3. Platz (Ost)     | Conference Halbfinale | Achtelfinale             | nicht qualifiziert (13–14) |
| 2015   | 2. Platz (Ost)     | Finale                | Achtelfinale             | nicht qualifiziert (14–15) |
| 2016   | 9. Platz (Ost)     | nicht qualifiziert    | Achtelfinale             | nicht qualifiziert (15–16) |
| 2017   | 5. Platz (Ost)     | Conference-Finale     | 4. Runde                 | nicht qualifiziert (16–17) |
| 2018   | 5. Platz (Ost)     | Conference Halbfinale | 4. Runde                 | nicht qualifiziert         |
| 2019   | 10. Platz (Ost)    | nicht qualifiziert    | Achtelfinale             | nicht qualifiziert         |
| 2020   | 3. Platz (Ost)     | Meister               | Turnier abgesagt         | nicht qualifiziert         |
| 2021   | 9. Platz (Ost)     | nicht qualifiziert    | Turnier abgesagt         | Viertelfinale              |
| 2022   | 8. Platz (Ost)     | nicht qualifiziert    | 3. Runde                 | nicht qualifiziert         |
| 2023   | 3. Platz (Ost)     | Meister               | Achtelfinale             | nicht qualifiziert         |

1. ↑  Von 2002 bis 2017 begann der Wettbewerb jeweils im Herbst des vorherigen Jahres. Seit 2018 wird er parallel zur laufenden Saison ausgespielt. Bis 2008 unter dem Namen CONCACAF Champions' Cup.

### Vereinsrekorde
Diese Rekorde beziehen sich auf die Regular Season bis einschließlich der Saison 2013:
- Meiste Spiele:  Chad Marshall, 264
- Meiste Tore:  Jeff Cunningham, 64
- Meiste Assists:  Robert Warzycha, 61
- Meiste Spiele ohne Gegentor:  William Hesmer, 41

### Besucherschnitt
Regular Season / Play-offs
- 1996: 18.950[16] / 20.807[13]
- 1997: 15.043[17] / 11.304[13]
- 1998: 12.275[18] / 12.094[13]
- 1999: 17.696[19] / 10.983[13]
- 2000: 15.451[20] / nicht qualifiziert
- 2001: 17.551[21] / 20.883[13]
- 2002: 17.429[22] / 11.624[13]
- 2003: 16.250[23] / nicht qualifiziert
- 2004: 16.872[24] / 15.224[13]
- 2005: 12.916[25] / nicht qualifiziert
- 2006: 13.294[26] / nicht qualifiziert
- 2007: 15.230[27] / nicht qualifiziert
- 2008: 14.622 / 17.613[13]
- 2009: 14.447 / 10.109[13]
- 2010: 14.641 / 10.322[13]
- 2011: 12.185 / kein Heimspiel
- 2012: 14.397 / nicht qualifiziert
- 2013: 16.080 / nicht qualifiziert
- 2014: 16.881 / 9.040[28]